# 漕溪路站

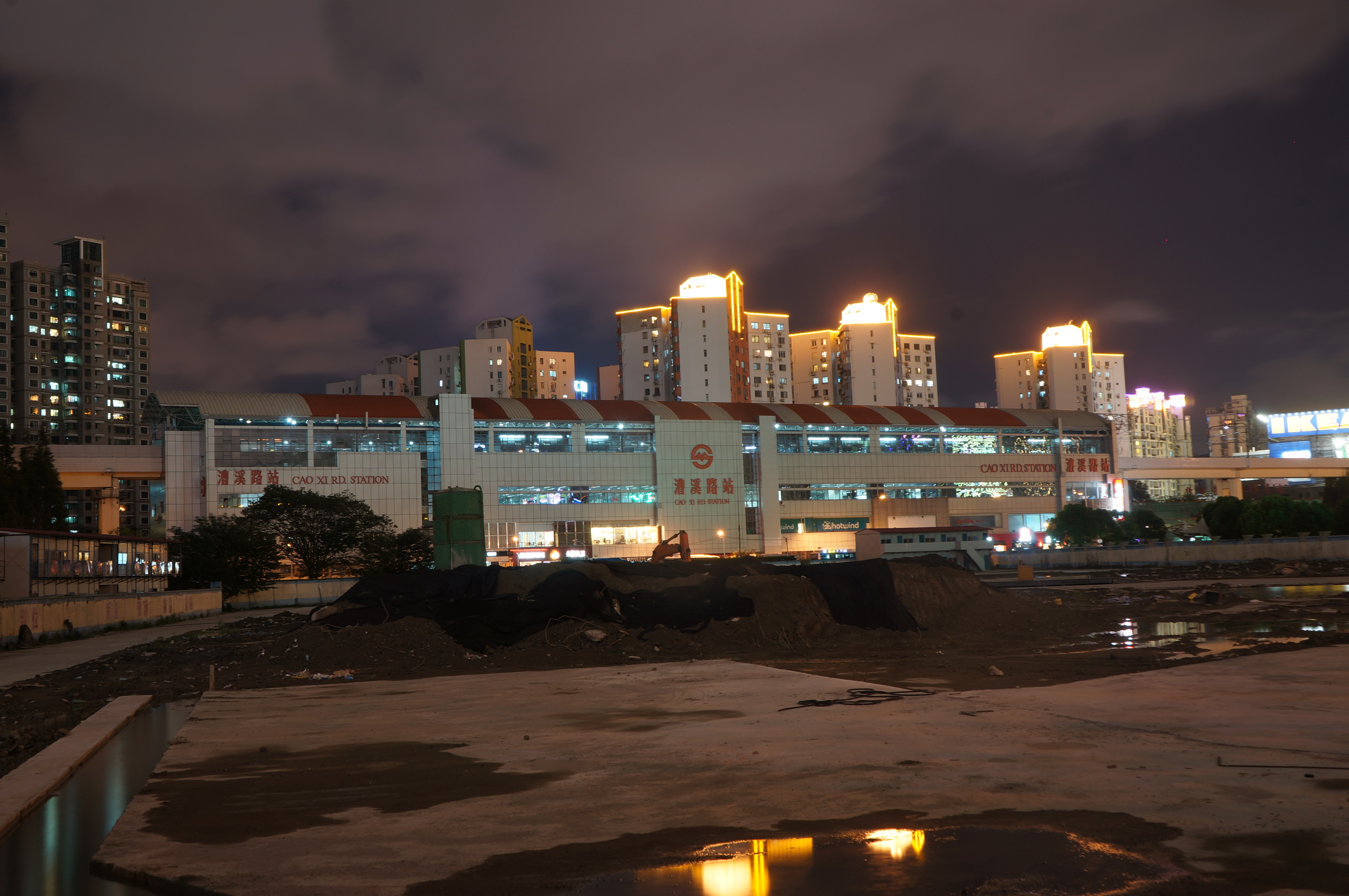
漕溪路站站房

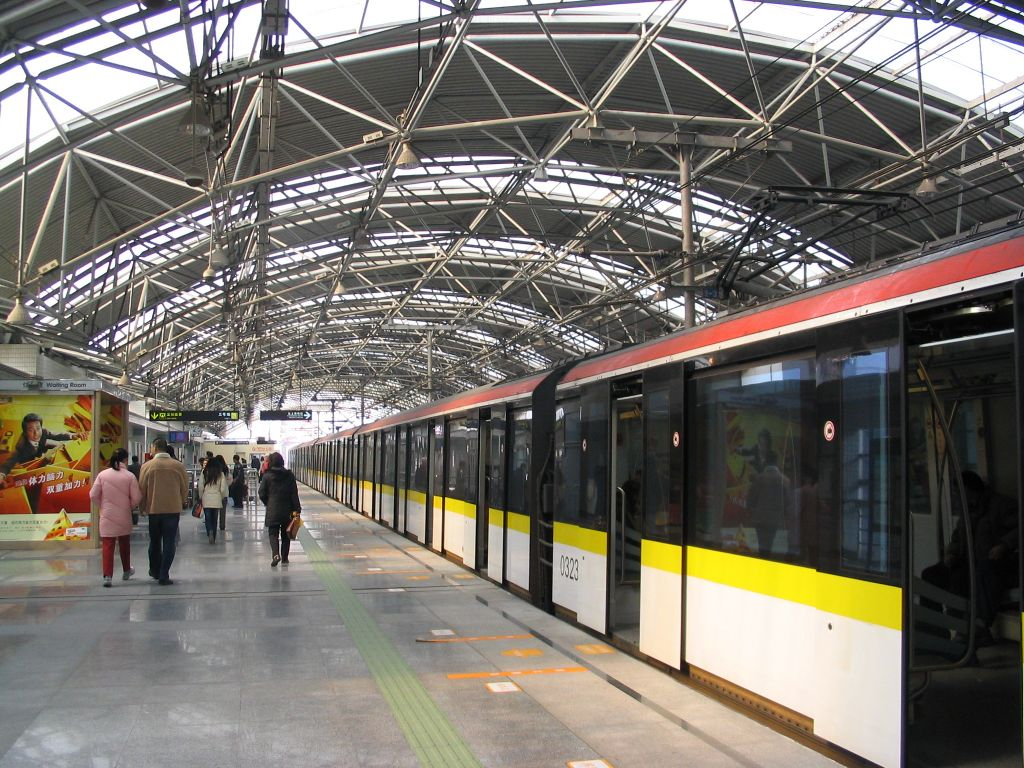
装上半高安全门前的漕溪路站站台（2006年）

漕溪路站位于中华人民共和国上海市徐汇区漕东支路与凱旋南路交叉口，是上海地铁3号线的地铁车站。
该站距離1号线和4号线的上海体育馆站和11号线的上海游泳馆站較近，但无论现实或规划中均无连通两站的计划。本站现作为第二批试行“闸机常开”模式的车站之一。

## 车站结构

### 车站楼层
漕溪路站共有4层，其中地上四层为站台，地上三层为站厅，地上二层为商业，地面为出入口及商业。
| 地上四层 | 侧式站台，右侧开门 | 侧式站台，右侧开门               | 侧式站台，右侧开门 | 侧式站台，右侧开门 |
|          |                    | █ 3号线 往上海南站（龙漕路）     |                    |                    |
|          |                    | █ 3号线 往江杨北路（宜山路）     |                    |                    |
|          | 侧式站台，右侧开门 |                                  |                    |                    |
| 地上三层 | 站厅               | 票务服务、自动售票机、人工服务台 |                    |                    |
| 地上二层 | 商业               | 商业空间                         |                    |                    |
| 地面层   | 出入口及商业       | 1-3出入口、商业空间              |                    |                    |

## 车站出口
漕溪路站共有3个出入口，各出入口如下所示：
| 出口编号            | 出口指示 | 照片 |
| ------------------- | -------- | ---- |
| 1 · 出口 · （设有） | 凯旋南路 |      |
| 2 · 出口 · （设有） | 漕东支路 |      |
| 3 · 出口            | 漕溪北路 |      |
| 图例： 设有         |          |      |

## 周边
- 漕溪路公交枢纽站
- 上海游泳馆
- 宜家家居徐汇店

## 公交换乘
42、43、43区间、49、56、73、87、89、92、92B、122、120、138、157、167、218、251、303、326、703、703B、704、704B、712、718、720、721、754、764、770、808、820、824、926、927、946、931、938、957、958、984、985、隧道二线、沪松专线（四汽高速）、上佘定班线、徐川专线、万周专线、徐闵线、徐闵夜宵线、龙吴夜宵线、沪陈线